# Montsalvy
Montsalvy [mɔ̃salvi] ist ein Dorf und eine Gemeinde mit 832 Einwohnern (Stand: 1. Januar 2022) im französischen Département Cantal in der Region Auvergne-Rhône-Alpes. Die Gemeinde gehört zum Arrondissement Aurillac und zum Kanton Arpajon-sur-Cère.

## Geographie
Montsalvy liegt etwa 24 Kilometer südsüdöstlich von Aurillac. Umgeben wird Montsalvy von den Nachbargemeinden Labesserette im Norden, Lapeyrugue im Nordosten, Saint-Hippolyte im Osten, Le Fel im Südosten und Süden, Vieillevie im Südwesten sowie Junhac im Westen.

## Bevölkerungsentwicklung
| Jahr                       | 1962 | 1968 | 1975 | 1982 | 1990 | 1999 | 2006 | 2019 |
| Einwohner                  | 821  | 947  | 1100 | 927  | 970  | 896  | 892  | 815  |
| Quellen: Cassini und INSEE |      |      |      |      |      |      |      |      |

## Sehenswürdigkeiten
(Quelle: )

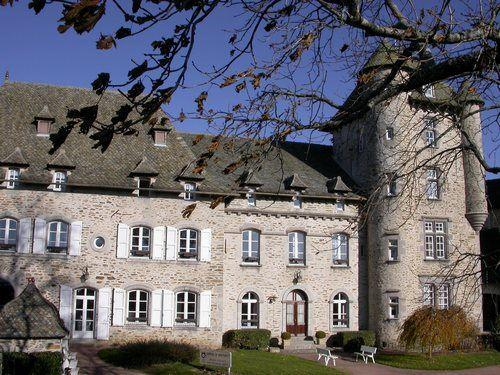
Schloss Montsalvy

- Klosterkirche Notre-Dame de l′Assomption (Mariä Himmelfahrt)
- Kapelle Sainte-Marie-Madeleine von Reclus
- Altes Schloss
- Schloss Mandulphe
- Schloss Montsalvy

## Persönlichkeiten
- Marcellin Boule (1861–1942), Paläontologe
- Juliette Benzoni (1920–2016), französische Autorin (Alexandre Dumas Prix 1973), siedelte ihre historische Roman-Reihe Catherine teilweise in Montsalvy an.